# Nucleus (Anekdoten)
Nucleus is het tweede studioalbum van Anekdoten. Het album werd net als zijn voorganger Vemod opgenomen in de Largen geluidsstudio, echter er vonden ook opnamen plaats in Stommen’s mobiele studio. Ten opzichte van Vemod raakte de band wat losser van hun inspiratiebron King Crimson, alhoewel nog steeds gelijkenissen werden gevonden met Crimsons albums Starless and Bible Black en Red. De muziek slingert van weemoed naar woede. De band produceerde zelf met geluidstechnicus Tommy Andersson. Het album verscheen op hun eigen platenlabel Virtalevy, dat in Europa (behalve Zweden) werd gedistribueerd door Musea Records. Binnen de niche progressieve rock werd het album bovengemiddeld goed ontvangen, het was onvoldoende om het ergens in een albumlijst aan te treffen. 
Opnieuw worden in het dankwoord de collegabands Änglagård en Landberk aangehaald.

## Musici
- Nicklas Berg – gitaar, Fender Rhodes, clavinet, harmonium, mellotron, stem
- Anna Sofi Dahlberg – cello, mellotron, stem
- Jan Erik Liljeström – basgitaar, stem
- Per Nordins – slagwerk en percussie.

Met
- Helena Källander – viool
- Tommy Andersson – Fender Rhodes op Harvest

## Muziek
Alle muziek en teksten van Anekdoten

| Nr. | Titel                                          | Duur |
| --- | ---------------------------------------------- | ---- |
| 1.  | Nucleus                                        | 5:08 |
| 2.  | Harvest                                        | 6:50 |
| 3.  | Book of hours (A. Pendulum swing, B. The book) | 9:58 |
| 4.  | Raft                                           | 0:58 |
| 5.  | Rubankh                                        | 3:07 |
| 6.  | Here                                           | 7:23 |
| 7.  | This far from hom                              | 3:47 |
| 8.  | In freedom                                     | 6:27 |

De heruitgave uit 2004 kreeg in Luna surface (8:56) een bonustrack.